# Endogen retrovirus
Endogene retrovirus, ERV eller HERV (efter human endogen retrovirus) eller retrotransposoner er sekvenser af DNA, der kan føres tilbage til retrovirus, der har inficeret tidligere generationer og er blevet integreret i genomet - ofte for flere millioner af år siden, for derefter at medvirke til evolutionen af arterne.
I modsætning til retrovirus danner endogene retrovirus ikke infektiøse viruspartikler, men bliver inden for cellen som funktionelle sekvenser eller sekvenser uden kendt funktion.
Humane endogene retrovirus udgør en betragtelig del af det humane genom med op til 100.000 fragmenter, der tilsammen udgør 5–8% af genomet, og er flytbare elementer, transposoner, der flyttes rundt i genomet og udfylder vigtige roller i gen-udtrykket og den vævsspecifikke gen-regulering.
Endogene retrovirus menes helt bestemt at være faktorer i udviklingen af visse typer af cancer og autoimmune sygdomme.

## Betydning for evolutionen
Forskere spekulerer på hvor stor betydning de mange endogene retrovirus mon har haft for evolutionen, da der ikke er tvivl om, at retrovirus-proteiner er blevet antaget af værtsorganismer igennem millioner af år for at udfylde nye funktioner.
LTR-sekvenser (long terminal repeat), der er transskriptions-elementer (jvf proteinsyntese), virker ofte som en alternativ promotor og bidrager til at udtrykke vævsspecifikke proteiner.

## Nogle eksempler
- Syncytinerne: Syncytin-1 (enverin) og syncytin-2, en gruppe retrovirus-proteiner, der er fusions-proteiner, som virker i placenta og i forbindelse med fosteret.
- Hemo, et retrovirus-protein af ukendt funktion i fosteret og placenta.[3]